# Lejla Rehar Sancin
Lejla Rehar, igralka, prevajalka, publicistka, kulturna delavka, * 11. maj 1922, Maribor, † 9. november 2017, Trst.

## Življenje in delo
Lejla Rehar sej je rodila v Mariboru, saj so se starši umaknili pred fašižmom še pred njenim rojstvom po italijanski zasedbi Primorske. Oče je bil Radivoj (Franc), časnikar in književnik, mati Marija (rojena Punčuh), učiteljica. Zgodnje otroštvo je preživela v Vipavi pri materinih starših, osnovno šolo in realno gimnazijo je obiskovala v Mariboru in maturirala leta 1940. Nato se je vpisala na romanistiko Filozofske fakultete v Ljubljani, kjer je diplomirala iz italijanskega jezika in književnosti, diplomirala je leta 1947, istočasno je študirala tudi na igralski Akademiji v Ljubljani. Leta 1947 je prišla kot univerzitetna študentka v Trst k Slovenskem narodnem gledališču kot igralka radijskega odseka in se je jeseni omožila s tržaškim igralcem in režiserjem Modestom Sancinom. V zakonu sta imela šest otrok, od katerih so trije majhni umrli, a je kljub številni družini veliko delala za radio Trst. Leta 1964 je v Vipavi umrl njen mož Modest in zapustil vdovo ter tri mladoletne otroke, po moževi smrti je bila brez službe in brez pokojnine. Zato je delala marsikaj, kar so ji ponudili. Napisala je mnogo iger, bodisi za otroke kot za odrasle in več kot 80 dramskih del. Napisala je preko 200 radijskih oddaj v dialogizirani obliki, marsikatero v narečju z narodopisno tematiko. Od leta 1967 do leta 1972 je bila honorarno zaposlena na Odseku za zgodovino in etnografijo pri Narodni in študijski knjižnici iz Trsta, kjer se je posvečala raziskavam o slovenski kulturi, gospodarstvu in političnih organizacijah v Italiji od prvih začetkov do leta 1927, ko je fašizem zatrl vsakršno slovensko dejavnost. Sodelovala je pri raziskavah in pripravah za slovenski toponomastični zemljevid za tržaško, goriško in videmsko pokrajino. Od šolskega leta 1970/71 je vodila tečaje slovenščine pri Ente italiano per la conoscenza della lingua e della cultura slovena (Italijanski zavod za spoznavanje slovenkega jezika in kulture) v Trstu, od akademskega leta 1976/77 je bila poverjena profesorica za slovenski jezik na šoli za tolmače in prevajalce pri Ekonomski fakulteti univerze v Trstu (Scuola di lingue moderne per traduttori ed interpreti di conferenze della Facoltà di economia e commercio), ki je postala samostojna fakulteta za prevajalce (Scuola superiore di lingue moderne per interpreti e traduttori) dve leti kasneje, kjer ji je bilo poverjeno prevajanje iz italijaščino v slovenščino. Od jeseni leta 1986 je postala najprej pridružena, nato redna profesorica na tej fakulteti tržaške univerze.
Lejla Rehar Sancin je tudi pisala gesla za Primorski slovenski biografski leksikon. Posvečala je veliko svojih moči širjenju slovenskega jezika in kulture med italijanskimi someščani. Ko je prenehala s poučevanjem, je začela s tedenskim Jezikovnim kotičkom na Primorskem dnevniku, s katerim je sodelovala dejansko do smrti, bodisi kot publicistka in predvsem kot lektorica. Ob svoji 90-letnici je izdala knjigo Nojevo pero (rojstvo 20. stoletja v znamenju primorskih žena), zbirko portretov pomembnih Slovenk, kot so Zofka Kvedrova, Marica Nadlišek Bartol, Elvira Kraljeva, ki so na različne načine zaznamovale začetek 20. stoletja na Tržaškem in Goriškem.
Lejla Rehar Sancin je bila celo življenje in vse do zadnjega neutrudna bojevnica za lepo slovenščino.